# Trichogramma pintureaui
Trichogramma pintureaui is een vliesvleugelig insect uit de familie Trichogrammatidae. De wetenschappelijke naam is voor het eerst geldig gepubliceerd in 1993 door Rodríguez & Galán.